# Hrabstwo Bond

Piramida wieku hrabstwa

Hrabstwo Bond - hrabstwo w USA, w stanie Illinois, według spisu z 2000 roku liczba ludności wynosiła 17 633. Siedzibą hrabstwa jest Greenville.

## Geografia
Według spisu hrabstwo zajmuje powierzchnię 991 km², z czego 985 km² stanowią lądy, a 6 km² (0,64%) stanowią wody.

### Sąsiednie hrabstwa
- Hrabstwo Montgomery - północ
- Hrabstwo Fayette - wschód
- Hrabstwo Clinton - południe
- Hrabstwo Madison - zachód

## Demografia
Według spisu z 2000 roku hrabstwo zamieszkuje 17 633 osób, które tworzą 6 155 gospodarstw domowych oraz 4 345 rodzin. Gęstość zaludnienia wynosi 18 osób/km². Na terenie hrabstwa jest 6 690 budynków mieszkalnych o częstości występowania wynoszącej 7 budynków/km². Hrabstwo zamieszkuje 90,74% ludności białej, 7,41% ludności czarnej, 0,46% rdzennych mieszkańców Ameryki, 0,26% Azjatów, 0,05% mieszkańców Pacyfiku, 0,37% ludności innej rasy oraz 0,72% ludności wywodzącej się z dwóch lub więcej ras, 1,43% ludności to Hiszpanie, Latynosi lub inni.
W hrabstwie znajduje się 6 155 gospodarstw domowych, w których 32,10% stanowią dzieci poniżej 18 roku życia mieszkający z rodzicami, 59,10% małżeństwa mieszkające wspólnie, 8,10% stanowią samotne matki oraz 29,40% to osoby nie posiadające rodziny. 25,60% wszystkich gospodarstw domowych składa się z jednej osoby oraz 12,80% żyję samotnie i ma powyżej 65 roku życia. Średnia wielkość gospodarstwa domowego wynosi 2,47 osoby, a rodziny wynosi 2,97 osoby.
Przedział wiekowy populacji hrabstwa kształtuje się następująco: 21,90% osób poniżej 18 roku życia, 11,60% pomiędzy 18 a 24 rokiem życia, 29,40% pomiędzy 25 a 44 rokiem życia, 22,40% pomiędzy 45 a 64 rokiem życia oraz 14,70% osób powyżej 65 roku życia. Średni wiek populacji wynosi 37 lat. Na każde 100 kobiet przypada 116,30 mężczyzn. Na każde 100 kobiet powyżej 18 roku życia przypada 119,60 mężczyzn.
Średni dochód dla gospodarstwa domowego wynosi 37 680 dolarów, a średni dochód dla rodziny wynosi 45 413 dolarów. Mężczyźni osiągają średni dochód w wysokości 31 849 dolarów, a kobiety 21 295 dolarów. Średni dochód na osobę w hrabstwie wynosi 17 947 dolarów. Około 6,70% rodzin oraz 9,30% ludności żyje poniżej minimum socjalnego, z tego 10,70% poniżej 18 roku życia oraz 8,60% powyżej 65 roku życia.

## Miasta
- Greenville

## Wioski
- Donnellson
- Keyesport
- Mulberry Grove
- Old Ripley
- Panama
- Pierron
- Pocahontas
- Smithboro
- Sorento